# Bollsport

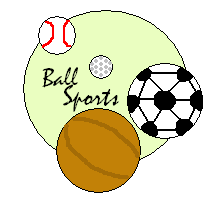
Illustrerade bollar som används i bollsporter

Bollsport är en sport som spelas med boll (och ibland även andra redskap som till exempel klubbor och racket). De flesta bollsporter är lagsporter. Fotboll är generellt den världsledande bollsporten.
Bollsporter har specifika regler och går vanligtvis ut på att göra fler mål/poäng än motståndaren/motståndarna, oftast under tidsbegränsning. Beroende på vilken bollsport det är, används redskap alternativt olika kroppsdelar för att förflytta bollen.